# Chlenias chytrinopa
Chlenias chytrinopa är en fjärilsart som beskrevs av Turner 1947. Chlenias chytrinopa ingår i släktet Chlenias och familjen mätare. Inga underarter finns listade i Catalogue of Life.